# 超級快遞
《超級快遞》（英語：Super Express）是由基美影業攜中、法、韓三國制作團隊打造的中國動作喜劇大片，由宋嘯執導，陳赫、宋智孝、大衛‧貝爾等領銜主演。影片講述了快遞員和神秘女郎共同對付國際大盜的故事。

## 劇情概要
超級快遞員馬力在一次派件途中，偶然卷入一起神像爭奪事件，並受到一神秘性感女郎脅迫，共同對付國際大盜，在這一奪取神像的過程中，事件卻突然變得撲朔迷離。

## 登場人物
| 演员      | 角色           | 說明                         | 备注 |
| 宋智孝    | 美熙（Maggie） | 法國馬賽博物館保安部主管     |      |
| 陳赫      | 馬力           | 超級快遞公司快遞員           |      |
| 大衛‧貝爾 | Gary           | 法國馬賽博物館神像失竊案大盜 |      |
| 李媛      | 娜娜           | 快遞員馬力的女友             |      |
| 李淳      | Ryan           | 大盜的同夥                   |      |
| 邰智源    | 老錢           | 超級快遞公司的老闆           |      |
| 闞清子    | 丹丹           | 超級快遞公司的員工           |      |
| 肖央      | 王三表         | 超級快遞公司的客戶           |      |
| 何賽飛    | 娜娜的母親     |                              |      |